# High Voltage (album australien)
Ne pas confondre avec la version internationale.
Albums de AC/DC
T.N.T.
(1975)
Singles
1. Baby, Please Don't Go

High Voltage est le premier album du groupe australien AC/DC.
Cet album est sorti le 17 février 1975 uniquement en Australie.
L'album a été mis en vente par Albert Production et n'a jamais été réédité sous un autre label.
Un album nommé également High Voltage reprenant leurs deux premiers albums (il reprend deux chansons de High Voltage et sept de T.N.T.) est publié en 1976 pour l'Europe et les États-Unis.
Quatre autres chansons ont ensuite été réalisées sur '74 Jailbreak, sorti en 1985, et les deux restantes sur Backtracks, sorti en 2009.

## Liste des titres
Les chansons ont été écrites par Angus Young, Bon Scott et Malcolm Young sauf mention contraire.
| no  | Titre                                               | Durée |
| --- | --------------------------------------------------- | ----- |
| 01. | Baby, Please Don't Go (reprise de Big Joe Williams) | 04:50 |
| 02. | She's Got Balls                                     | 04:51 |
| 03. | Little Lover                                        | 05:39 |
| 04. | Stick Around                                        | 04:40 |
| 05. | Soul Stripper (écrit par Angus et Malcolm Young)    | 06:25 |
| 06. | You Ain't Got a Hold on Me                          | 03:31 |
| 07. | Love Song (écrite par Malcolm Young et Dave Evans)  | 05:18 |
| 08. | Show Business                                       | 04:46 |

## Formation
- Bon Scott : chant
- Angus Young : guitare solo
- Malcolm Young : guitare rythmique
- George Young : basse
- Tony Currenti : batterie

### Musiciens ayant participé mais non crédités
- Rob Bailey : basse
- Peter Clack : batterie sur Baby please don't go

## Production
- Producteurs : Harry Vanda et George Young de Albert Productions
- Studio d'enregistrements : Albert Studios, Sydney (Australie)